# SNRNP35
SNRNP35 (англ. Small nuclear ribonucleoprotein U11/U12 subunit 35) – білок, який кодується однойменним геном, розташованим у людей на 12-й хромосомі. Довжина поліпептидного ланцюга білка становить 246 амінокислот, а молекулярна маса — 29 450.
| 10         |  | 20         |  | 30         |  | 40         |  | 50         |
| ---------- |  | ---------- |  | ---------- |  | ---------- |  | ---------- |
| MNDWMPIAKE |  | YDPLKAGSID |  | GTDEDPHDRA |  | VWRAMLARYV |  | PNKGVIGDPL |
| LTLFVARLNL |  | QTKEDKLKEV |  | FSRYGDIRRL |  | RLVRDLVTGF |  | SKGYAFIEYK |
| EERAVIKAYR |  | DADGLVIDQH |  | EIFVDYELER |  | TLKGWIPRRL |  | GGGLGGKKES |
| GQLRFGGRDR |  | PFRKPINLPV |  | VKNDLYREGK |  | RERRERSRSR |  | ERHWDSRTRD |
| RDHDRGREKR |  | WQEREPTRVW |  | PDNDWERERD |  | FRDDRIKGRE |  | KKERGK     |

A: Аланін

D: Аспарагінова кислота

E: Глутамінова кислота

F: Фенілаланін

G: Гліцин

H: Гістидин

I: Ізолейцин

K: Лізин

L: Лейцин

M: Метіонін

N: Аспарагін

P: Пролін

Q: Глутамін

R: Аргінін

S: Серин

T: Треонін

V: Валін

W: Триптофан

Задіяний у таких біологічних процесах, як процесинг мРНК, сплайсинг мРНК, альтернативний сплайсинг. 
Білок має сайт для зв'язування з РНК. 
Локалізований у ядрі.